# Warcupia
Warcupia är ett släkte av svampar. Warcupia ingår i familjen Pyronemataceae, ordningen skålsvampar, klassen Pezizomycetes, divisionen sporsäcksvampar och riket svampar.